# پائولینیو
پائولینیو ممکن است به یکی از موارد زیر اشاره داشته باشد:
- پائولینیو کاسکاول
- پائولینیو سرسیوما
- پائولینیو مک‌لارن
- پائولینیو کوبایاشی
- پائولینیو گائورا

## فوتبال
- پائولینیو (بازیکن فوتبال) بازیکن تیم ملی برزیل
- پائولینیو (بازیکن فوتبال، زاده ۱۹۸۲)
- پائولینیو (بازیکن فوتبال، زاده ژانویه ۱۹۸۳)
- پائولینیو (بازیکن فوتبال، زاده اوت ۱۹۸۳)
- پائولینیو (بازیکن فوتبال، زاده ژانویه ۱۹۸۶)
- پائولینیو (بازیکن فوتبال، زاده آوریل ۱۹۸۶)
- پائولینیو (بازیکن فوتبال، زاده ژوئن ۱۹۸۸)
- پائولینیو (بازیکن فوتبال، زاده ۲۰۰۰)